# Store søer (Nordamerika)
 For alternative betydninger, se Store søer. (Se også artikler, som begynder med Store søer)
Store søer, Great Lakes på engelsk, er betegnelsen for en række søer indgående i St. Lawrenceflodens afvandingsområde på grænsen mellem USA og Canada. De 5 største er fra vest til øst: Lake Superior, Lake Michigan, Lake Huron, Lake Erie og Lake Ontario. Sammen udgør de et af verdens største ferskvandsreservoirer.